# マタンサ川
マタンサ川（マタンサがわ、スペイン語: Río de la Matanza、「屠殺の川」の意味）、マタデロス川（スペイン語: Río Mataderos、「食肉解体場の川」の意味）、マンサーナ川（スペイン語: Río de la Manzana、「リンゴの川」の意味）は、アルゼンチンのブエノスアイレス州とブエノスアイレス自治市を流れる全長64kmの川。単にリアチュエーロ（スペイン語: Riachuelo、「小川」の意味）とも呼ばれる。

## 地理
ブエノスアイレス州に端を発し、ブエノスアイレス州とブエノスアイレス自治市の境界を流れてラプラタ川に注いでいる。サッカークラブのボカ・ジュニアーズで有名なラ・ボカ地区はマタンサ川の河口近くに位置しており、「Boca」はスペイン語で「河口」を意味する。流路は特に下流域で運河化・水路化されている。源流からラ・ノリア橋（ヘネラル・パス通り）まででは一般にマタンサ川と呼ばれ、ラ・ノリア橋より下流ではリアチュエーロ（リアチュエーロ川）と呼ばれる。流域面積は2240km2（865mil2）であり、約350万人が住んでいる。

## 河川問題

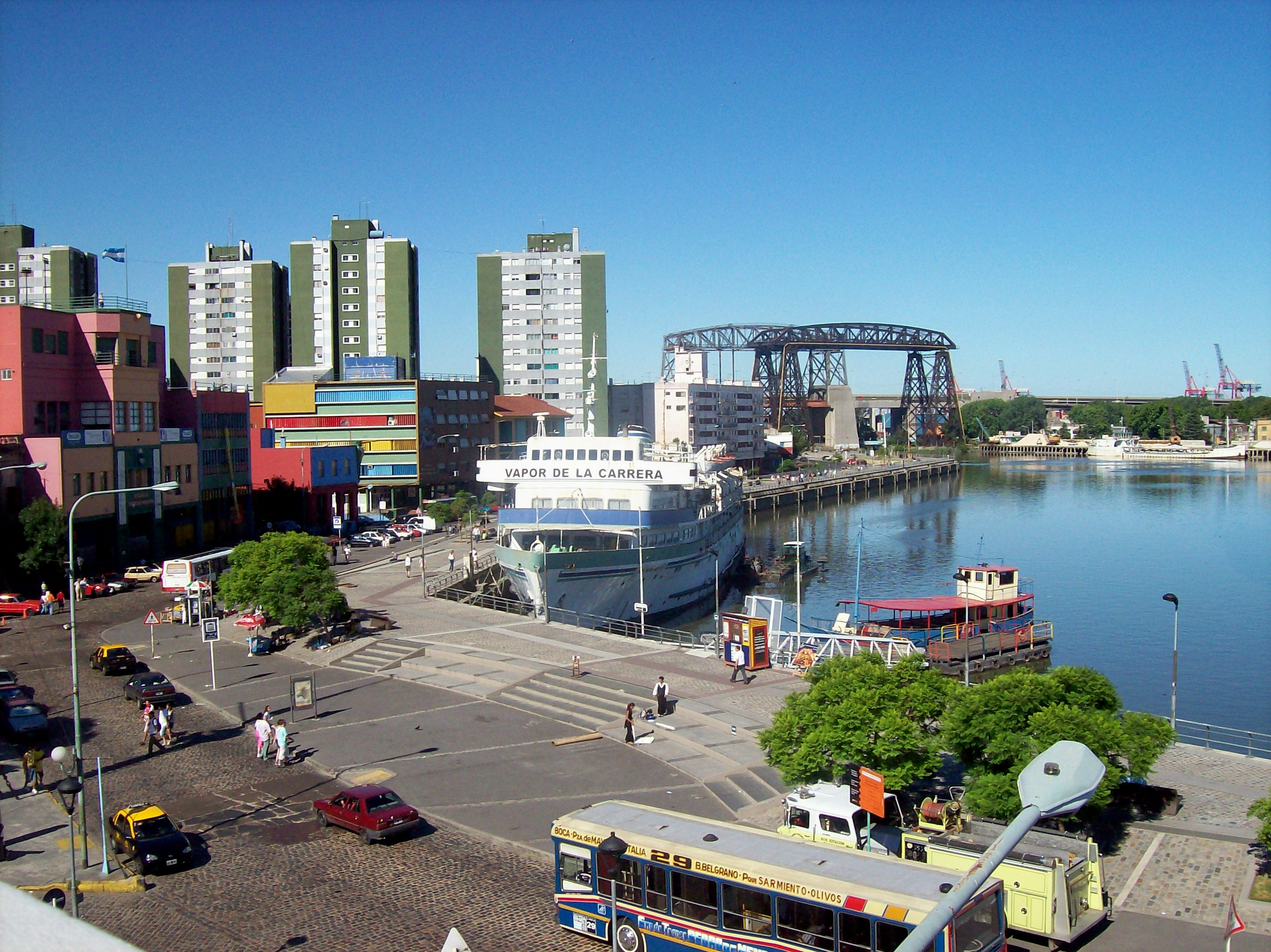
ラ・ボカ港

### 洪水
「スデスターダ」と呼ばれる南東向きの暴風はリアチュエーロ川の水がラプラタ川に達するのを妨げ、ブエノスアイレス自治市の南東にあるラ・ボカ地区、バラカス地区のような低地で頻繁に洪水を起こす。1995年以来、このような洪水の発生を阻止するために多くの洪水制御計画が実行されている。マタンサ川の主要な支流は、ブエノスアイレス州内のカニュエーラス川、チャコン川、モラーレス川、大ブエノスアイレス都市圏のシルダニェス川（現在は暗渠）である。

### 水質汚染
マタンサ川には沿岸の工場、特に皮なめし工場から大量の産業廃棄物が流れ込み、水質の汚染が進んでいる。もっとも危険な汚染物質は重金属や流域の飽和層から流れ込む汚染水である。マタンサ川の汚染問題は、遅くとも1860年代に在職したバルトロメ・ミトレ大統領時代から論争となっている政治的主題であり、マタンサ川の窮状は公衆の注目を集めている。特にアーティストで環境活動家（グリーンピースのメンバー）であるニコラス・ガルシア・ウリブルは、1970年と2010年3月22日（世界水の日）の2回に渡って水路を緑色に染め、問題に対して注意を喚起した。1993年、カルロス・メネム政権下のマリア・フリア・アルソガライ環境大臣はリアチュエーロ川の浄化に関する3年計画を承認したが、計画は開始されることなく終えられた。元公務員で保守的な政策論者のアルバロ・アルソガライ（マリア・フリアの父）は公的資金の不正流用で起訴された。
地元のパヒナ/12紙によると、2億5000万ドルの予算が川の浄化対策に充てられていたが、600万ドルは懲罰のために失われ、1億5000万ドルは無関係な社会プロジェクトに充てられたため、実際に水質浄化のために使用されたのは100万ドル弱であり、残額は9000万ドルに過ぎないという。批判者はこれらの浄化計画が無駄であったことを指摘し、「水質浄化は沈没船の船体を除去するのと同じようなものであるが、新たに船の廃棄を妨げることは何もなされなかった」としている。2006年にはネストル・キルチネル大統領が水路の状態に関して「水質の改善が優先されるだろう」という発表を行ない、いくつかの取り組みが実施されたが、川は依然として健康問題や隣接する地区の都市荒廃の源となっている。環境浄化の取り組みは近隣地区の都市再生の提案によって補完されている。

## ギャラリー

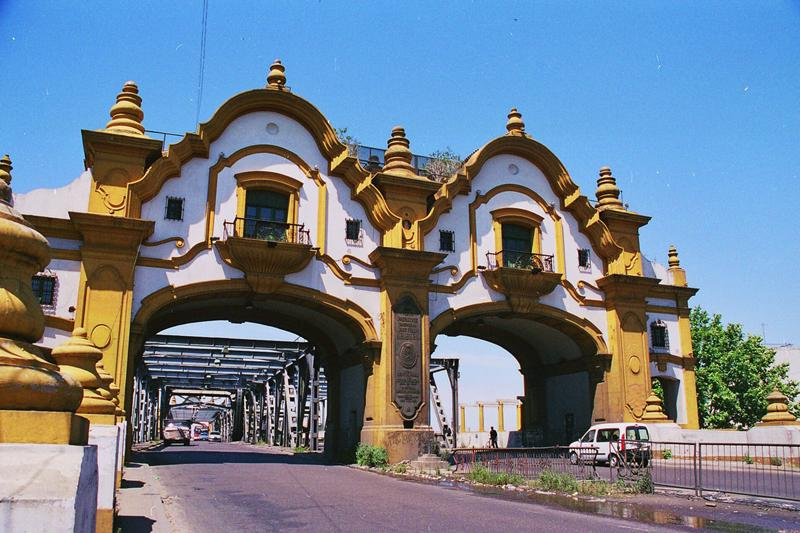
アルシナ橋
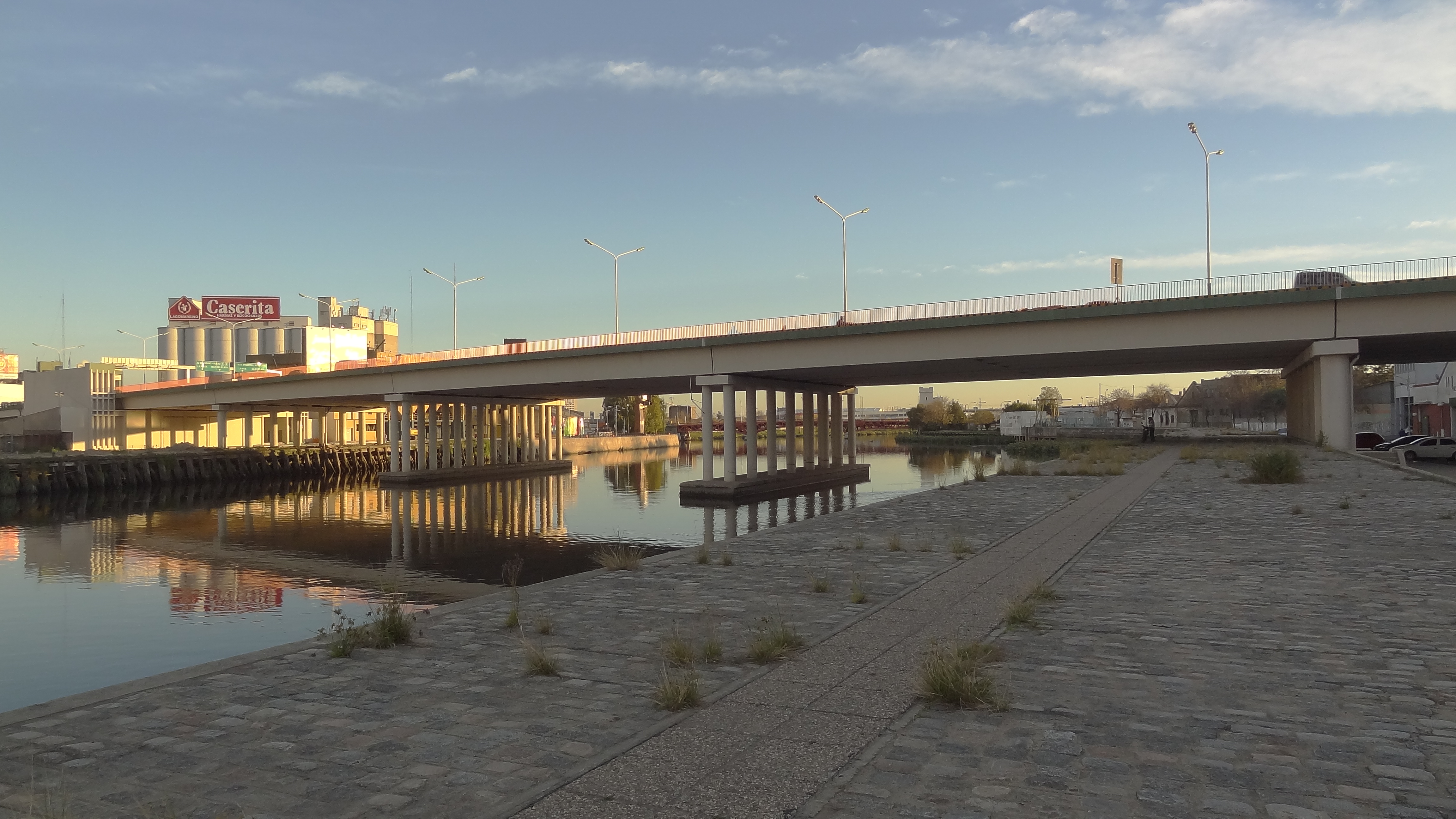
新プエイレドン橋
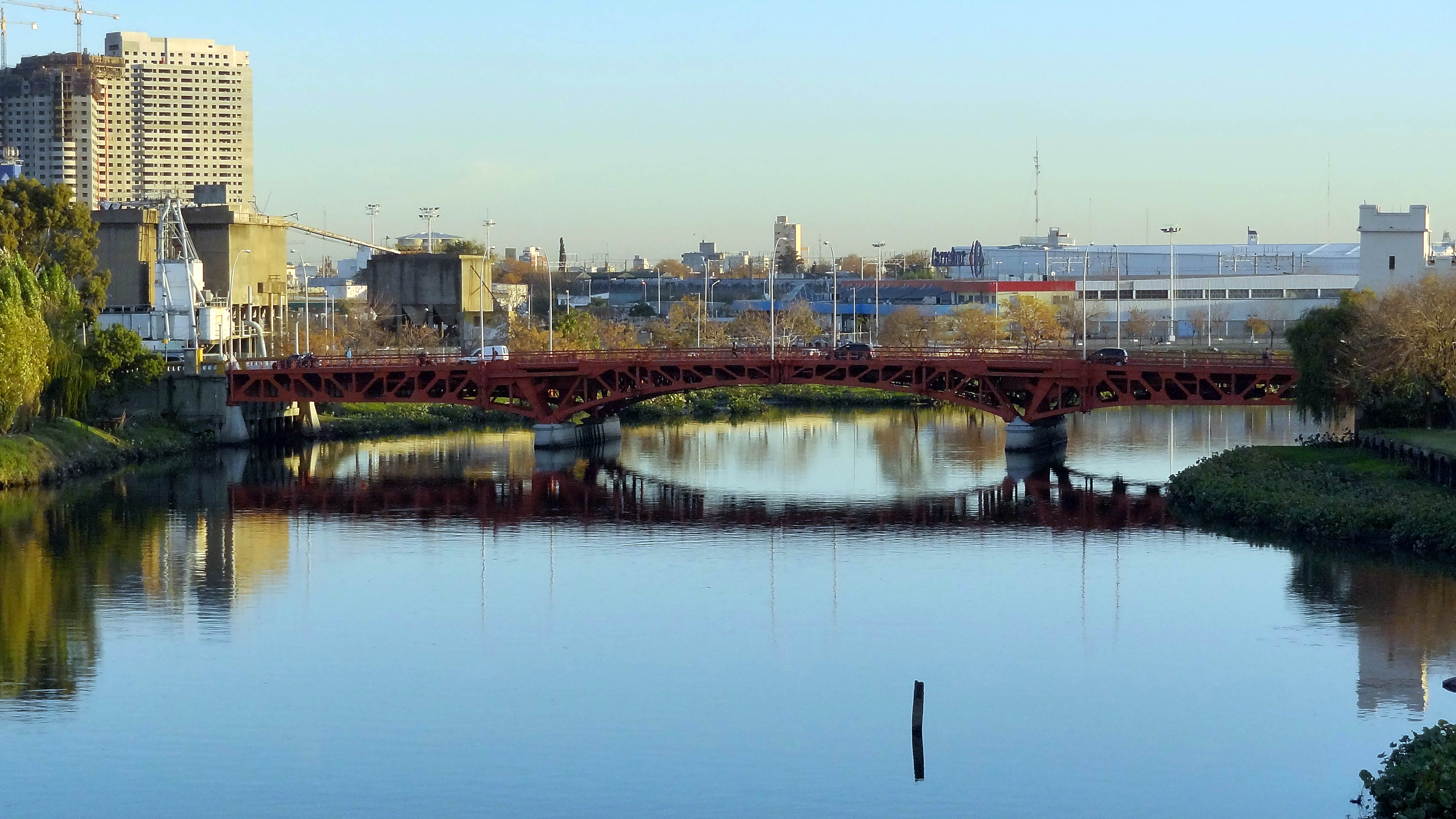
旧プエイレドン橋
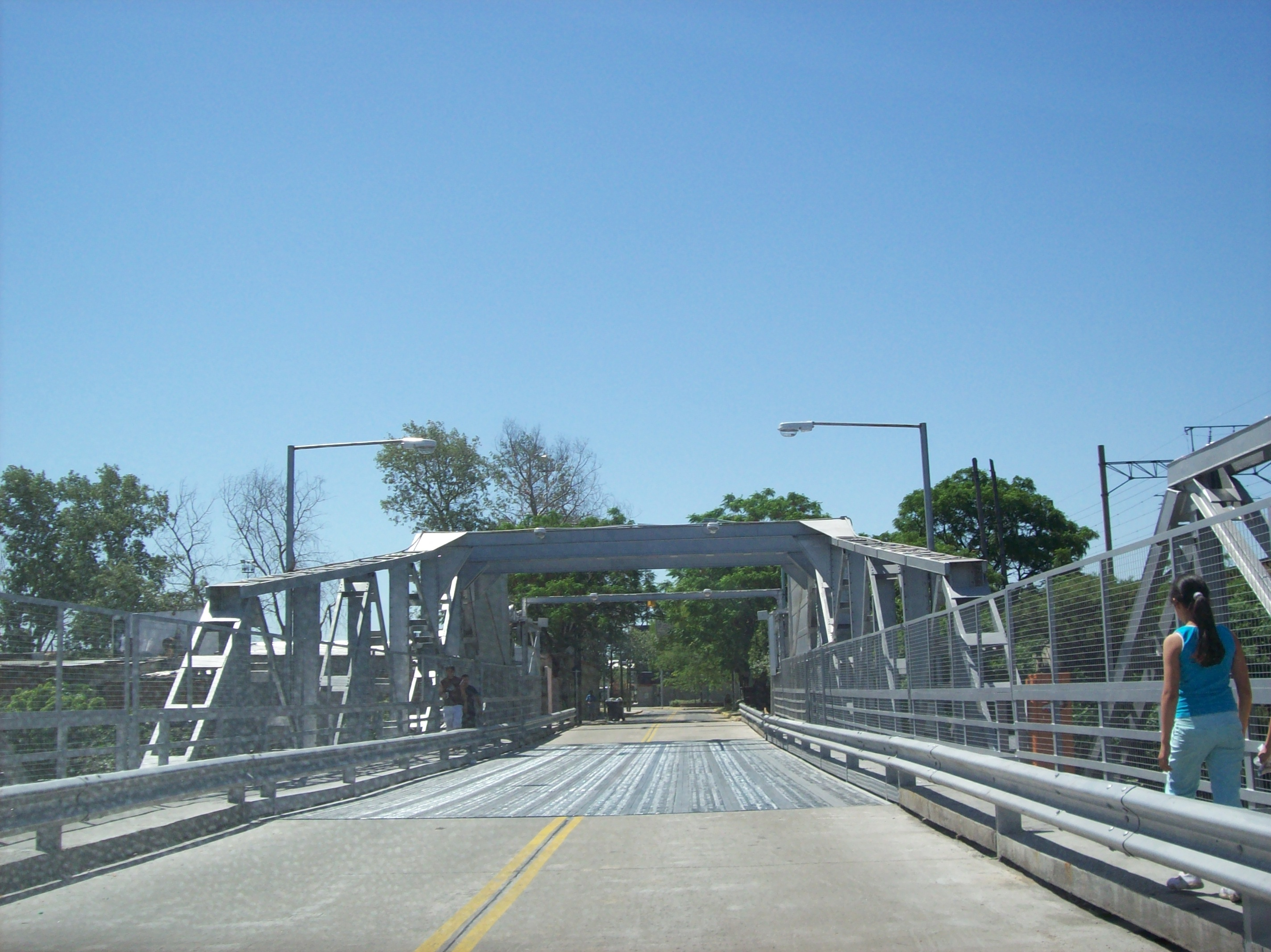
ボッシュ橋
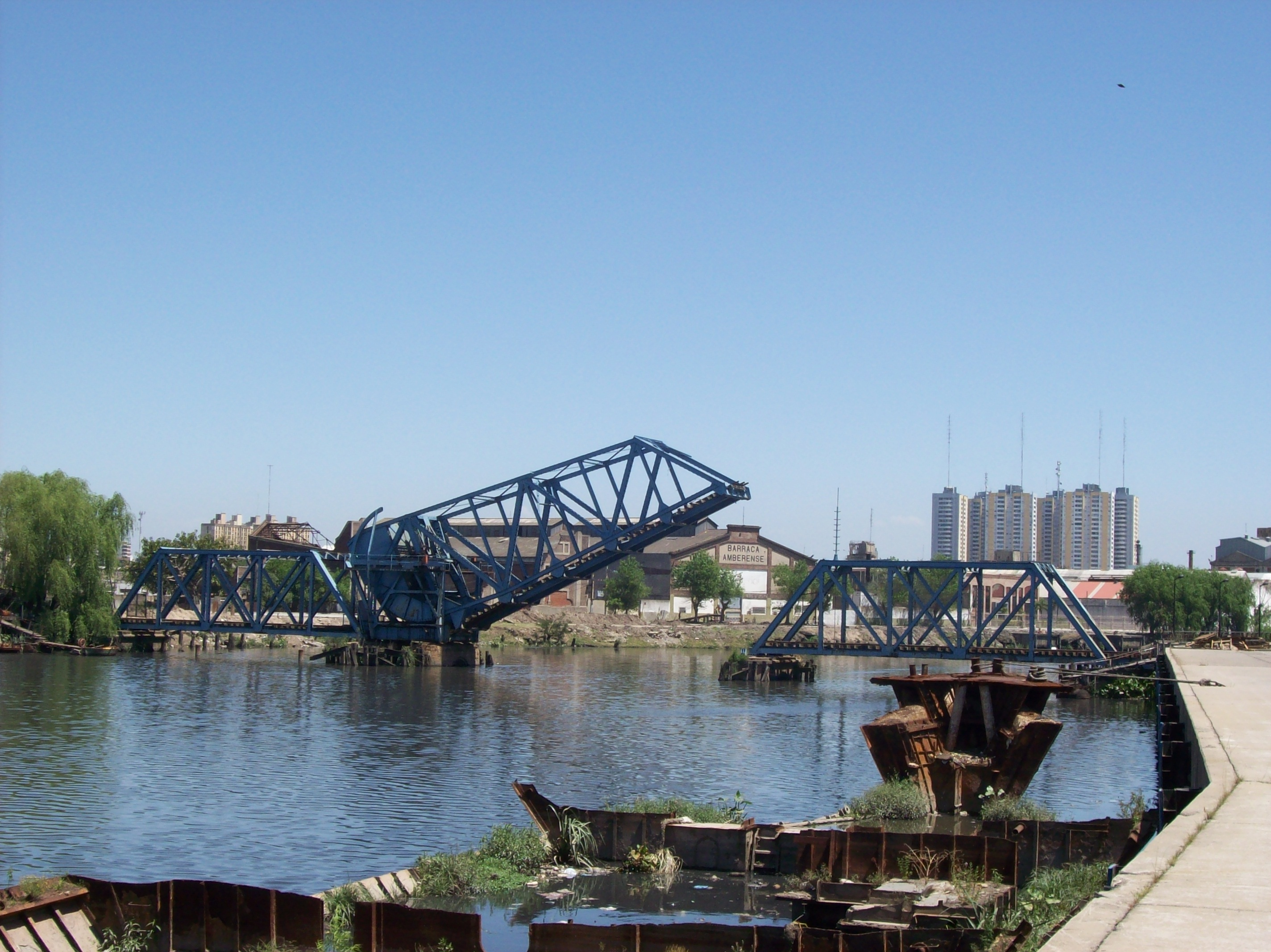
バラカ・ペーニャ鉄道橋
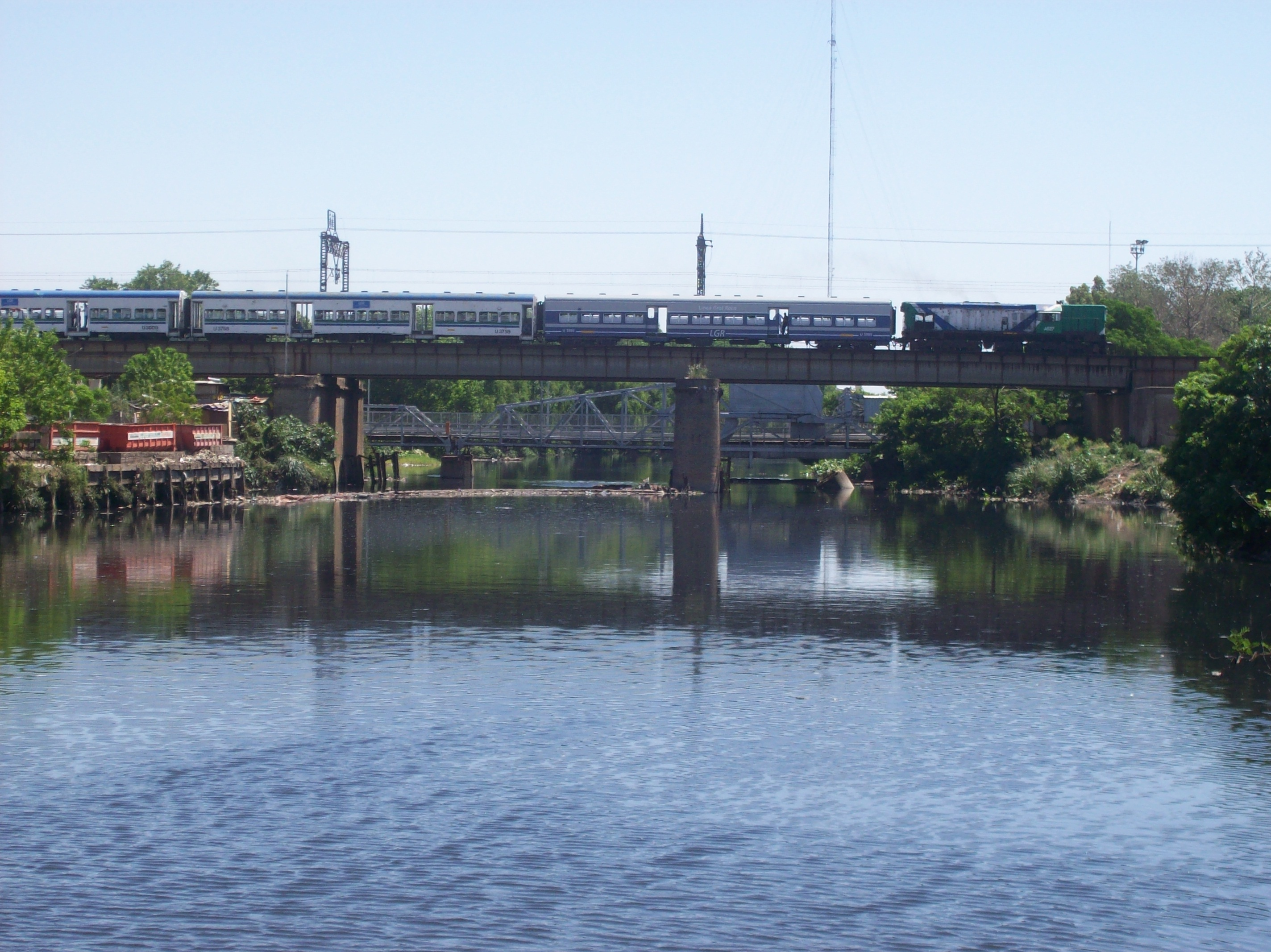
マタンサ川を渡るロカ線・プラサ・コンスティトゥシオン - ラプラタ間の列車